# Monika Jarosińska
Monika Sylwia Jarosińska-Korzeniewska (ur. 28 maja 1974 w Będzinie) – polska aktorka i piosenkarka.

## Życiorys
Ukończyła Studium Aktorskie „Lart-Studio” w Krakowie w 1995 i studia na Wydziale Aktorskim w Państwowej Wyższej Szkole Filmowej, Telewizyjnej i Teatralnej im. Leona Schillera w Łodzi w 1999.
Jako aktorka filmowa zadebiutowała epizodyczną rolą kelnerki w filmie Jak narkotyk (1999). Ogólnopolską rozpoznawalność zyskała dzięki roli Jolanty Pastusiak w serialu Samo życie, w którym grała w latach 2002–2007. Zagrała także Matyldę w serialu Dziewczyny ze Lwowa (2015–2019).
W 2003 wystąpiła w teledysku do piosenki Marka Trandy „Uciekasz mi”. W 2005 z utworem „First Kiss", który nagrała z Zenonem Boczarem, zajęła drugie miejsce w wewnętrznych eliminacjach wyłaniających reprezentanta Polski w 50. Konkursie Piosenki Eurowizji.

## Wybrana filmografia
- 2000: Sukces – pani Basia
- 2000–2001: Miasteczko – urzędniczka bankowa
- 2001: Quo Vadis – niewolnica Winicjusza (niewymieniona w czołówce)[1]
- 2002–2007: Samo życie – Jolanta Pastusiak
- 2002: Dzień świra – dziewczyna w reklamie
- 2003: Show – dziewczyna Romana
- 2003: Siedem przystanków na drodze do raju – Monika
- 2003: Tak czy nie? – Izabela Laskoska
- 2004: Park tysiąca westchnień – nimfomanka
- 2006–2007: Dwie strony medalu – Asia Zalewska
- 2011–2012: Plebania – Zofia Pękała
- 2015–2019: Dziewczyny ze Lwowa – Matylda

### Gościnnie
- 1999–2005: Lokatorzy – Halina Kowalska
- 2000–: M jak miłość – Jagoda
- 2003: Zaginiona – prostytutka na ulicy
- 2004–: Pierwsza miłość – Andrea
- 2004–2008: Kryminalni – Kaśka
- 2010–2011: Daleko od noszy 2 – Lena Kiełcz
- 2014: O mnie się nie martw – Tamara
- 2014: Na sygnale – Anna